# Costituzione di Cipro
La Costituzione di Cipro è un documento ratificato il 16 agosto 1960, che funge da Legge Suprema della Repubblica di Cipro (Suprema Lex Cypri) e che definisce il sistema di governo della Repubblica cipriota e le libertà civili per i cittadini ciprioti e il governo cipriota. È stata redatta dopo che il paese ha ottenuto l'indipendenza nel 1959 ed è la prima e unica costituzione di Cipro fino ad oggi. La Costituzione della Repubblica di Cipro è stata modificata 15 (quindici) volte; dal 1960 sono stati modificati 24 articoli dei 199. Il 15° emendamento riguardante l'articolo 146 è entrato in vigore il 16 settembre 2020 con la sua pubblicazione nella Gazzetta Ufficiale.
La costituzione ha messo in atto metodi per proteggere i turco ciprioti, a causa delle restrizioni poste nell'articolo 6 del documento. Tale articolo garantisce che il governo cipriota non ha il diritto di discriminare né i turchi né i greco-ciprioti. La costituzione assicura inoltre, all'articolo 1, che il vicepresidente del paese è turco e il presidente è greco. Dal 1964, tuttavia, il governo cipriota è dominato dai greci.
La costituzione del paese è venuta meno, tuttavia, nel 1963 a causa di una disputa tra greci e turco-ciprioti. La gestione della repubblica da parte della sola comunità greca è stata legalmente definita in quella che viene chiamata "Giustizia del bisogno". In seguito all'invasione turca del 1974, lo stato ha agito da surrogato per le proprietà dei turco-ciprioti che si sono trasferiti nel nord occupato dai turchi. Dopo l'ingresso di Cipro nell'UE nel 2004 e il caso Ibrahim Aziz vs. Repubblica di Cipro presso la Corte europea dei diritti dell'uomo, sono stati ripristinati alcuni diritti civili individuali dei turco-ciprioti residenti nell'area sotto il controllo della Repubblica, che possono così far parte delle liste elettorali e candidarsi alle elezioni europee. Ciò, tuttavia, non ha ripristinato i loro diritti comunitari previsti dalla costituzione originaria, ovvero le liste elettorali separate per eleggere il vicepresidente e un numero fisso di membri della camera dei rappresentanti.

## Crollo costituzionale
Nel 1963, la Costituzione venne meno quando i turco-ciprioti coinvolti si ritirarono dal governo, e i greci presero conseguentemente il pieno controllo del governo nel 1965, poiché i turco-ciprioti non avrebbero cooperato per le modifiche costituzionali, nonostante le garanzie costituzionali precedentemente esistenti assicurassero la rappresentanza dei turchi.
La separazione avvenne perché i due gruppi etnici continuarono a essere diffidenti l'uno dell'altro dopo la firma della costituzione. Un altro problema che causò la rottura fu il fatto che il presidente Makarios III, un greco-cipriota, sosteneva la completa integrazione tra i due gruppi etnici, mentre il vicepresidente Fazil Küçük, un turco-cipriota, appoggiava una maggiore separazione.
Inoltre, il presidente Makarios propose quell'anno una modifica costituzionale per rimuovere la maggior parte dei diritti concessi ai turco-ciprioti. Affermò che la costituzione originale impediva ai turchi e ai greci di "cooperare in uno spirito di comprensione e amicizia".

## Contenuto

### Disposizioni generali
I primi cinque articoli della costituzione annoverano le disposizioni generali.
L'articolo 1 afferma che Cipro è una repubblica indipendente con un presidente e che il presidente e il vicepresidente devono essere rispettivamente greci e turchi. L'articolo 3 afferma che le lingue ufficiali della Repubblica di Cipro sono il greco e il turco e che tutti i documenti ufficiali devono essere pubblicati in entrambe le lingue.

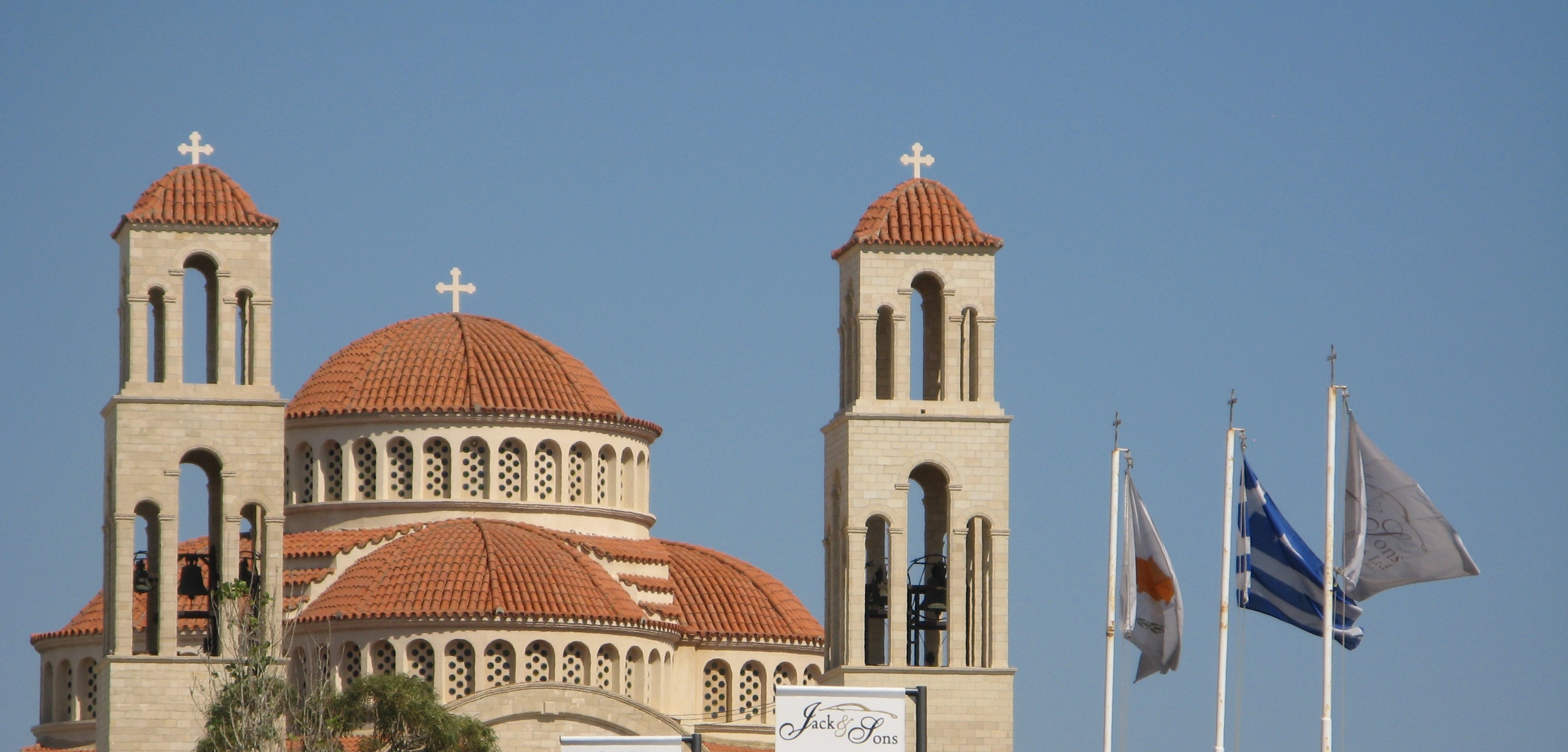
Bandiere della Grecia e di Cipro e davanti alla chiesa di Agioi Anargyroi, Pafos.

L'articolo 4 richiede che Cipro "abbia una propria bandiera di disegno e colore neutro, scelta congiuntamente dal presidente e dal vicepresidente della Repubblica", mentre l'articolo cinque afferma che i ciprioti greci e turchi hanno il diritto di celebrare le loro vacanze.

### Diritti e libertà fondamentali
Gli articoli 6-35 della Costituzione riguardano i diritti e le libertà fondamentali.
L'articolo 6 proibisce la discriminazione dei greci ciprioti o turco ciprioti in base alla loro razza, mentre l'articolo 7 afferma il diritto alla vita che un individuo può essere privato del suo diritto alla vita solo se non viene condannato da un "tribunale competente" per un reato che prevede la pena di morte per legge.
L'articolo 8 proibisce punizioni o trattamenti inumani o degradanti e previene la tortura, e l'articolo 9 afferma che "ogni persona ha diritto a un'esistenza dignitosa e alla sicurezza sociale".
L'articolo 10 vieta la schiavitù e il lavoro forzato, in tutti i casi diversi dai casi di servizio militare obbligatorio o di lavoro durante la detenzione legittima da parte dello Stato. Consente inoltre "qualsiasi servizio richiesto in caso di emergenza o calamità che minaccino la vita o il benessere degli abitanti".
L'articolo 11 contiene diversi limiti su chi può essere imprigionato. Stabilisce che le persone possono essere incarcerate solo quando sono state condannate da un tribunale, detenute per costringerle a comparire davanti a un tribunale, detenute per impedire loro di commettere un reato o detenute per evitare la diffusione di malattie. L'articolo assicura inoltre che "ogni persona che sia stata vittima di arresto o detenzione in violazione delle disposizioni del presente articolo avrà un diritto esecutivo al risarcimento".
L'articolo 12 garantisce il rispetto dell'Habeas Corpus, che nessuno possa essere accusato due volte per lo stesso reato, che la punizione sia proporzionale al crimine e che le persone abbiano diritto alla difesa durante il processo.
L'articolo 13 afferma che ogni persona ha il diritto di circolare liberamente per Cipro e di andarsene quando lo desidera, fatte salve le "condizioni ragionevoli" imposte dalla legge, mentre l'articolo 14 stabilisce che nessuna persona sarà obbligata a lasciare il paese.
L'articolo 15 definisce il diritto alla privacy. Si afferma che ogni individuo ha diritto a una vita privata tranne quando la violazione della privacy di qualcuno è conforme alla legge e nell'interesse nazionale. L'articolo 16 proibisce di entrare nella proprietà di qualcuno senza il suo previo consenso senza un mandato di arresto, a meno che non si stia salvando l'individuo dal pericolo. L'articolo 17 esamina anche la privacy, con il suo obiettivo principale che ci sia il diritto alla privacy di un individuo in tutte le comunicazioni legali.
Gli articoli 18, 19 e 21 garantiscono rispettivamente la libertà di parola, religione e riunione, mentre il 20 e 22 trattano del diritto all'istruzione gratuita e al matrimonio.
L'articolo 23 aggiunge ai diritti di cui all'articolo 16, consentendo ai cittadini di Cipro di acquistare proprietà e ricevere un risarcimento per eventuali danni.
L'articolo 24 impone ai cittadini di pagare le tasse. Esso afferma che "ogni persona è tenuta a contribuire secondo i suoi mezzi agli oneri pubblici". Dichiara inoltre che nessuna organizzazione può riscuotere una tassa senza autorizzazione in un tribunale.
L'articolo 25 garantisce che ogni individuo a Cipro abbia il diritto al lavoro, fatte salve le condizioni che possono essere previste dalla legge. L'articolo 26 stabilisce che le persone possono liberamente stipulare contratti ed evitare di essere sfruttate da persone con "potere economico imperante".
L'articolo 27 stabilisce che, fatte salve le condizioni di legge, i cittadini hanno il diritto di partecipare alle azioni sindacali. Dichiara inoltre che i membri delle forze armate, della polizia e della gendarmeria non possono scioperare.